# 朱桥镇 (淮安市)
朱桥镇，是中华人民共和国江苏省淮安市淮安区下辖的一个乡镇级行政单位。

## 行政区划
朱桥镇下辖以下地区：
朱桥社区、桃园村、新华村、洼圩村、小闸村、闸南村、五里村、祁兴村、蒋庄村、周庄村、孙杨村、石塘村和合兴村。